# Und
Und es un pueblo húngaro perteneciente al condado de Győr-Moson-Sopron, distrito de Sopron.

## Superficie
Cuenta con una superficie de 6,79 kilómetros cuadrados.

## Demografía
Hasta 2023 la población era de 334 habitantes, con una densidad de población de 49,18 habitantes por kilómetro cuadrado.
| Gráfica de evolución demográfica de Und entre 2018 y 2023 |
|                                                           |
| Datos según la Oficina Central de Estadística de Hungría. |